# Ales
Ales (sardinski: Àbas) je grad i općina (comune) u pokrajini Oristanu u regiji Sardiniji, Italija. Nalazi se na nadmorskoj visini od 194 metra i ima 1 440 stanovnika.
 Prostire se na 22,45 km2. Gustoća naseljenosti je 64 st/km2.
Susjedne općine su: Albagiara, Curcuris, Gonnosnò, Marrubiu, Morgongiori, Palmas Arborea, Pau, Santa Giusta, Usellus i Villa Verde.